# James Liu Tan-kuei

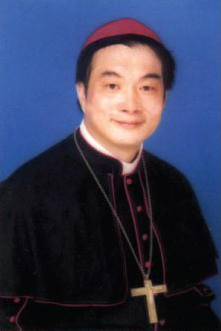
James Liu Tan-kuei (2013)

James Liu Tan-kuei (chinesisch 劉丹桂 Liú Dānguì; * 11. Juni 1953 in Dongshi, Taiwan) ist emeritierter Bischof von Hsinchu.

## Leben
James Liu Tan-kuei empfing am 12. November 1981 die Priesterweihe und wurde in den Klerus des Bistums Taichung inkardiniert.
Papst Johannes Paul II. ernannte ihn am 18. Mai 1999 zum Titularbischof von Accia und zum Weihbischof in Taipeh. Die Bischofsweihe spendete ihm der Erzbischof von Taipeh, Joseph Ti-kang, am 14. August desselben Jahres; Mitkonsekratoren waren Joseph Wang Yu-jung, Bischof von Taichung, und Peter Liu Cheng-chung, Bischof von Chiayi. 
Am 4. Dezember 2004 wurde er zum Bischof von Hsinchu ernannt. Von seinem Amt trat er am 30. Mai 2005 zurück.